# جائزة سبينوزا
جائزة سبينوزا (بالهولندية: Spinozapremie) هي أرفع جائزة علمية هولندية، سميت نسبة للفيلسوف الهولندي باروخ سبينوزا، كونه مثالًا نموذجيًا في حرية البحث. 